# Hatsune Miku and Future Stars: Project Mirai
Hatsune Miku and Future Stars: Project Mirai (初音ミク and Future Stars Project mirai?) è un videogioco musicale creato dal team produttivo Project DIVA della SEGA e dalla Crypton Future Media per Nintendo 3DS, con protagonista la vocaloid Hatsune Miku in versione Nendoroid. Oltre ad Hatsune Miku sono presenti nel videogioco anche gli altri Vocaloid Luka, Meiko, Kaito, Rin e Len. Il videogioco viene venduto in edizione normale ed in edizione limitata, abbinata alla borsa Mirai no Tote decorata con immagini di Miku.

## Modalità di gioco
Essendo uno spin-off della serie Project DIVA, il gioco presenta una serie di differenze rispetto alla serie originale. La più importante è lo stile artistico del gioco: i personaggi appaiono come Nendoroid, versioni "super deformed" in cui le teste dei personaggi sono tre volte più grandi del normale e non proporzionate ai loro corpi. Sebbene si tratti ancora di un rhythm game, le meccaniche di gioco sono completamente diverse. Inoltre, il gioco non presenta la modalità edizione della serie Project DIVA, mentre la modalità "DIVA Room" è sostituita dalla modalità "My Room", che consente ai giocatori di interagire con i propri moduli in una stanza. Il gioco include una modalità di realtà aumentata, in cui i personaggi appaiono su cartas RA visualizzate con la fotocamera del Nintendo 3DS.
Per la modalità di gioco principale, la Modalità Musica, il gioco utilizza quello che definisce il "Chance Circle System". I pulsanti appaiono intorno al bordo di un cerchio, mentre un puntatore appare al centro del cerchio e si estende verso l'esterno. Il puntatore ruota in senso orario o antiorario a seconda della canzone. Quando il puntatore attraversa il pulsante, il giocatore deve premere il pulsante "faccia" sulla console 3DS. Come nella serie principale, la precisione del tempo del giocatore sarà giudicata su una scala simile.

## Sviluppo
Lo sviluppo del gioco è iniziato a metà 2010 ed è stato annunciato ufficialmente solo nel settembre 2011 come Hatsune Miku -Project Mirai-. Nel novembre 2011, Famitsu ha svelato il nome definitivo del gioco: Hatsune Miku and Future Stars: Project Mirai. Questa è la prima volta che un gioco della serie cambia il nome di lavorazione per la versione finale.

## Accoglienza
- Famitsu : 33/40